# Sozialistisches Patientenkollektiv
Il Sozialistisches Patientenkollektiv (SPK, in tedesco: Collettivo di pazienti socialista) è stato fondato il 12 febbraio 1970 a Heidelberg da 52 pazienti psichiatrici sotto la direzione dell'assistente medico Wolfgang Huber e sciolto nel luglio 1971. Si considerava una comunità terapeutica e, nello spirito dell'antipsichiatria, voleva “trasformare la malattia in un’arma” con l’obiettivo di creare una società senza classi.

## Contesto e sviluppo
La tesi fondamentale dell’SPK era che tutte le malattie psichiatriche avessero come presupposto la società, la quale essa stessa era non sana in quanto capitalistica nella forma dell'epoca. La medicina tradizionale e la psichiatria classica cercherebbero dunque di rendere nuovamente i pazienti “adatti alla società che causa la malattia”. Al contrario, il collettivo dei pazienti socialisti esigeva che prima che la ripresa fosse possibile nella società stessa, si dovesse realizzare il risanamento della società. Nel giugno 1970 Huber dichiarò: “Non deve esistere atto terapeutico che non sia stato precedentemente identificato in modo chiaro e inequivocabile come atto rivoluzionario”, e concluse: “Nell’interesse dei malati può esserci solo una lotta opportuna e causale contro la loro malattia, vale a dire l’abolizione della patogena società patriarcale e mercantile”.
Il SPK iniziò a definirsi come organizzazione quando il dott. Huber, medico assistente della clinica di Heidelberg, fu ripreso e minacciato di licenziamento dalla direzione universitaria per non essere allineato nelle sue posizioni e nel suo approccio ai pazienti al resto del Dipartimento di Psichiatria. Quando Huber riferì questi provvedimenti ai pazienti del suo gruppo di terapia, essi solidarizzarono con lui e giunsero ad una protesta massiva il 27 Febbraio 1970 , ed arrivarono ad occupare gli spazi dell'amministrazione universitaria e indire uno sciopero della fame.
Dopo la sua fondazione come movimento, e l'adozione ufficiale del nome a fine Giugno del 1970, il collettivo crebbe rapidamente e, secondo le sue stesse dichiarazioni, nell'estate del 1970 contava circa 150 membri. Dopo mesi di proteste infatti, il nove luglio 1970 l'università approvò finalmente il progetto SPK, pagando le stanze del gruppo e reintegrando Huber. 
Come altri esperimenti di antipsichiatria come Kingsley Hall e Villa 21 (David Cooper) , il SPK problematizzò il paradigma paziente-medico, infine chiamando anche al rovesciamento della "classe medica".  Gli avvenimenti che portarono alla sua formazione, non sarebbero mai stati possibili senza le radici poste dai movimenti del Sessantotto, in particolare dalle proteste ispirate da Rudi Dutschke contro il gruppo editoriale Springer, accusato di collusione con la guerra in Vietnam e con il governo.
Intrecciando dunque la lotta al capitalismo con l'antipsichiatria, il collettivo destò progressivamente più interesse negli studenti di Heidelberg e Mannheim
Il collettivo produsse diversi volantini informativi, teneva lezioni e dibattiti, e l'Università di Heidelberg per un periodo considerò SPK parte dell'Università. I "circoli di lavoro" tenevano convegni pubblici su marxismo, sessualità, educazione e religione, ed il SPK condusse anche delle "agitazioni", chiamate "singole" (individuali) e "agitazioni di gruppo" (azioni collettive), tenendosi in attività tutti i giorni dalle 9 alle 22, o a volte anche più tardi. 
Tuttavia, le controversie pubbliche e legali sullo status del gruppo presso l'Università di Heidelberg e sulla sua legittimità non finirono. Nella controversia sulla continuazione dell'SPK nell'autunno del 1970, l'Università di Heidelberg sottopose la questione a diverse perizie. Tra i sostenitori del collettivo di pazienti c'erano Horst-Eberhard Richter di Gießen, Peter Brückner di Hannover e Dieter Spazier, l'ex collega di Huber e capo del Policlinico universitario di Heidelberg. Come pareri contrari invece furono nominati: Walter Ritter von Baeyer, l'ex direttore della clinica del dottor Huber, Hans-Joachim Bochnik di Francoforte e Helmut Thomä di Ulm, ex dipendente di Alexander Mitscherlich presso la Clinica universitaria psicosomatica di Heidelberg.
Prevalse il parere contrario, e il collettivo fu delegittimato: tale decisione portò a un confronto ed un sit-in che attrasse l'attenzione di un ampio pubblico, compresa la polizia. Ciononostante il collettivo fu costretto a lasciare definitivamente la sua sede di Rohrbacher Straße 12, e così trasloco nelle case dei suoi membri.
L'SPK si radicalizzò definitvamente quando un membro del gruppo si suicidò nell'aprile 1971. L'SPK accusò di questo avvenimento i suoi oppositori, arrivando ad occupare più volte le strutture direzionali dell'università. Nel suo picco, il SPK giunse a contare circa 500 membri;
Facendo pretesto di una sparatoria avvenuta il 24 Giugno 1971 vicino alla caserma di polizia di Heidelberg, attribuita comunque alla banda Baader-Meinhof, la polizia iniziò a condurre delle perquisizioni nelle case dei membri del SPK.  Di questi, sette vennero arrestati durante queste perquisizioni, compreso Wolfgang Huber, il 21 Luglio 1971; Vennero anche rinvenuti documenti, armi ed esplosivi contraffatti, portando gli investigatori ad identificare un “nucleo interno” che arrivarono a considerare una vera e propria organizzazione criminale. In seguito a questi eventi apparve una dichiarazione pubblica del collettivo: "Se siamo circondati, scapperemo". Le accuse furono di collusione con la Rote Armee Fraktion, tuttavia nessuno dei membri dell'SPK fu infine condannato, ne fu dimostrato alcun legame, ma nel frattempo il SPK ne risultava mediaticamente criminalizzato.  Così il SPK venne sciolto ufficialmente (autodefinendolo “ritiro strategico”), ed in seguito fu fondata la IZRU (Information Zentrum Rote Volks-Universität)
Nel 1972, il filosofo francese Jean-Paul Sartre scrisse una prefazione con carattere solidale al movimento per il libro di Huber SPK: Fare della malattia un'arma .
Il processo iniziò il 7 Novembre 1972 presso il tribunale di Karlsruhe, per nove imputati, ma sei non si presentarono al processo in quanto impegnati in un corso di formazione a Monaco; inoltre in prima istanza gli imputati dell'SPK sceglievano alcuni avvocati già difensori dei manifestati del Sessantotto tedesco e della Rote Armee Fraktion, come Eberhard Becker e Klaus Croissant, tuttavia poco prima delle udienze il primo era stato interdetto all'attività forense dalla corte,ed il secondo non partecipò, costringendo alla nomina di avvocati d'ufficio. I capi di accusa erano diversi:
- la fabbricazione di esplosivi da parte di Ursula Huber sul suo posto di lavoro tra il novembre 1970 e il luglio 1972,
- un fallito incendio doloso all'ospedale psichiatrico statale di Wiesloch a cavallo tra gli anni 1970/71,
- un fallito attentato all'ufficio delle imposte di Heidelberg il 10 maggio 1971.
- falsificazione di patenti di guida, documenti di veicoli e carte d'identità.
- aver offerto nascondiglio ad uno dei tre aggressori coinvolti nell'omicidio del capo della polizia Brand il 24 giugno 1971 nel villaggio di Wiesenbach,vicino a Heidelberg[7];

Il processo terminò nonostante ritardi e richieste di rinvio a causa della mancata collaborazione degli imputati, con le condanne a quattro anni e mezzo di reclusione per Wolfgang Huber e sua moglie, e Siegfried Hausner a tre anni di riformatorio. La sentenza di oltre 100 pagine cerca comunque di isolare l'attività criminale del piccolo gruppo radicalizzato dalla comunità terapeutica formata in precedenza e dall'approccio emancipativo dei pazienti.
Nel 1973, dalla prigionia, Huber chiese il ripristino del fronte dei pazienti .
Alcuni membri dell'SPK si trasferirono nella RAF durante questo periodo, tra questi ci furono sicuramente Klaus Jünschke, Margrit Schiller, Lutz Taufer, Bernhard Rössner, Hanna Krabbe e Siegfried Hausner, probabilmente Elisabeth von Dyck, Baptist Ralf Friedrich, Sieglinde Hofmann e Friederike Krabbe . Taufer, Rössner, Hanna Krabbe e Hausner furono coinvolti nella presa di ostaggi nell'ambasciata tedesca a Stoccolma nel 1975, e Dyck, Friedrich, Hofmann e forse Friederike Krabbe furono coinvolti nella serie di attentati nell'autunno 1977.
SPK/PF(H)
Dal 1985 in poi, ci sono state alcune persone provenienti dall'ambiente di Huber che si manifestavano come "Malattia nella legge"  Ancora oggi sotto il nome Patientenfront/Sozialistisches Patientenkollektiv (H) o in forma abbreviata SPK/PF (H) viene realizzato un sito web e la distribuzione di documenti e libri. Gli utenti anonimi di “Patopratica con giuristi” (Impressum) si descrivono identici all'SPK, che non avrebbe mai cessato di esistere. Attraverso insulti e minacce, cercano di contrastare le rappresentazioni della storia dell'SPK che non corrispondono a quella che ritengono la loro immagine. Secondo questi infatti, l'SPK non ha e non ha avuto niente a che fare con la RAF, niente con il movimento del '68 e neppure con l'antipsichiatria.

## Filmografia
Attraverso diverse interviste alle persone coinvolte e materiali d'archivio, il regista Gerd Kroske nel suo documentario “SPK Complex” fa luce sull'argomento. Il film è stato presentato in anteprima alla Berlinale 2018 nella serie Forum.
Mario Damolin, Ralf Forsbach, Helmut Kretz e Christian Pross, tra gli altri, espressero critiche al film.
- Damolin: Il tema "pazienti" nel film evapora a favore di una narrazione sul terrorismo, la RAF, Stammheim e l'attacco di Stoccolma . Il documentario rimane nel patchwork drammaturgico in cui manca quasi tutto ciò che avrebbe potuto rendere appassionante e interessante questa tematica, come l'elaborazione e l'interconnessione delle dinamiche individuali e sociali che favoriscono l'emergere di sette di questo tipo.[13]
- Forsbach: “La fonte della critica è sconosciuta. Un film partigiano tenta di scagionare i criminali condannati del Collettivo Socialista di Pazienti... Gerd Kroske è stato guidato dai testimoni contemporanei che erano disposti a testimoniare contro di lui e ha ignorato il materiale che psichiatri e storici avrebbero potuto avere in contributo e che era spesso pubblicato molto tempo fa.. Il film ha fallito nella ricerca ma almeno offre nuove testimonianze contemporanee. Ma anche qui resta qualche rammarico. Sono state poste le domande sbagliate."[14]
- Kretz: “Il film è una falsificazione molto astuta e ingannevole dello storico complesso SPK, che si presenta come un documentario e inganna consapevolmente e spudoratamente persone credulone e disinformate con false informazioni... Il film rimane sempre vago. Evoca uno stato d'animo che ti fa simpatizzare con le preoccupazioni dell'SPK e in particolare con Huber... Il film rifiuta di affrontare in modo critico le forze veramente distruttive e autodistruttive dell'SPK, che molti pazienti e persone ben intenzionate in un ambiente come quello di allora, il rettore liberale di sinistra Prof. Rendtorff, che aveva cercato di trovare comprensione e soluzioni, ne rimase vittima .[14]
- Pross: Nel film la complessa storia dell'SPK viene ridotta ad un dipinto in bianco e nero, i fattori e gli attori importanti vengono ignorati e Huber viene stilizzato unilateralmente come vittima di una direzione della clinica presumibilmente reazionaria. Si ignora il fatto che la direzione della clinica sotto Walter von Baeyer era all'epoca una delle più progressiste della Repubblica Federale e un laboratorio per la riforma psichiatrica. Huber, che si autodefinisce “paziente tra i pazienti”, si è reso colpevole di numerose violazioni dei confini. Il lato criminale di Huber e la sua pratica profondamente immorale vengono omessi dal film. Anche il modo in cui il regista tratta i testimoni contemporanei è discutibile e selettivo. Ha riferito alla stampa di due ex colleghi psichiatri di Heidelberg di Huber che erano "usciti dall'intervista in modo del tutto stupido" perché avevano "la cattiva coscienza" per quello che avevano fatto allora. Già questa violazione delle regole fondamentali di imparzialità nei confronti dei testimoni contemporanei squalifica il regista come ricercatore e documentarista.[15]

### in italiano
- Testi del Collettivo Socialista dei Pazienti SPK e del Fronte dei Pazienti PF, Krimm editore, 1992, 108 p., ill. EAN:2560223203674